# DansTonChat
Pour les articles homonymes, voir DTC.

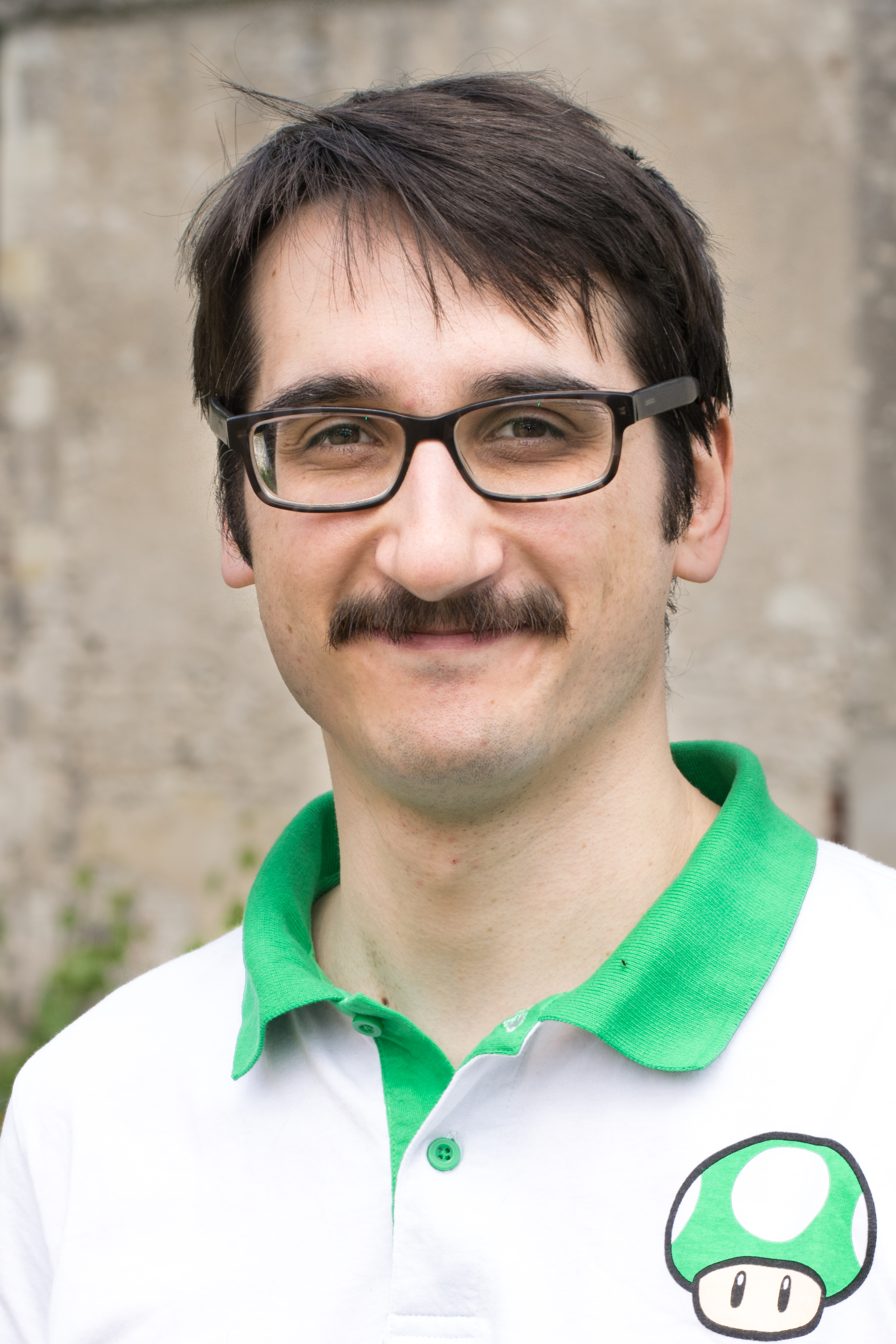
Rémi Cieplicki (Remouk), créateur de DansTonChat

DansTonChat (DTC) est un site web francophone créé en 2005 par Rémi Cieplicki et qui répertorie des extraits de conversations jugées drôles. Ces « quotes » sont soumises par les visiteurs et souvent issues de systèmes de messagerie instantanée (IRC, MSN…). Les conversations en question ont souvent trait à l'informatique, à Internet, aux jeux vidéo, ou aux geeks de manière générale,. En 2009, le trafic atteignait 100 000 visiteurs par jour.

## Historique
Le site s'appelait Bashfr avant 2009, en référence à son équivalent anglophone Bash.org. Le concept est actuellement développé sur plusieurs supports,.
En 2018, le créateur du site annonce des difficultés financières dues à la baisse des revenus publicitaires du site. Il prend la décision de lancer une campagne de financement participatif par le biais de la plateforme tipeee pour continuer à faire vivre le site DansTonChat.
En 2024, le site et les applications mobiles sont entièrement refaites pour réduire les coûts d'hébergement, et toutes les publicités sont supprimées pour éviter les frais de gestions. Le site est entièrement financé par la communauté.